# Kaôh Séh
Kaôh Séh är en ö i Kambodja.   Den ligger i provinsen Kampot, i den södra delen av landet, 150 km söder om huvudstaden Phnom Penh. Arean är 0,17 kvadratkilometer.
Terrängen på Kaôh Séh är platt. Öns högsta punkt är 20 meter över havet. Den sträcker sig 0,9 kilometer i nord-sydlig riktning, och 0,3 kilometer i öst-västlig riktning.